# 福尔贝克
福尔贝克是德国梅克伦堡-前波美拉尼亚州的一个市镇。总面积15.60平方公里，总人口326人，其中男性180人，女性146人（2011年12月31日），人口密度21人/平方公里。